# Alex Krycek
 (avril 2008).
Si vous disposez d'ouvrages ou d'articles de référence ou si vous connaissez des sites web de qualité traitant du thème abordé ici, merci de compléter l'article en donnant les références utiles à sa vérifiabilité et en les liant à la section « Notes et références ».
Alex Krycek, interprété par l'acteur Nicholas Lea, est un personnage fictif de la série télévisée X-Files. Il est l'un des principaux personnages secondaires et apparaît pour la première fois dans l'épisode Insomnies.
À noter que le même acteur apparaît en tant que victime dans l'épisode 14 de la première saison "Masculin-Féminin", sous le nom de Michael.

## Biographie de fiction
Présenté comme un partenaire mais perçu comme un élément gênant par l'agent Fox Mulder, Alex Krycek s'avère être un traître à la solde de l'homme à la cigarette. En fait, on apprend qu'il fait cavalier seul afin de satisfaire ses seuls intérêts. Il exécute les ordres de l'homme à la cigarette afin de jouir de l'impunité qui lui est associée et de satisfaire ses propres ambitions. Il n'hésite d'ailleurs pas à venir aider et renseigner Mulder pour les satisfaire.
Alex Krycek n'est pas réellement d'un côté ou de l'autre, mais uniquement du sien : il sait trouver en ses ennemis des appuis de circonstance, par exemple Mulder. C'est pour ces raisons qu'il se cache et avance seul sans que nul ne puisse le contrôler, ce qui rend toujours ses prétendues intentions et informations aussi discutables que ses actes. Ses intrigues et trahisons perpétuelles en font un individu aussi peu fiable qu'indigne de confiance.
La première apparition d’Alex Krycek (en tant qu’agent du FBI) laisse penser qu’il s'agit d'un jeune Mulder, plus ambitieux et plus discipliné, mais il n’en est rien. Au contraire, il fait figure de parfait agent double, par son ambiguïté permanente et la méconnaissance de ses motivations, bien que l’on puisse déceler une sorte de grande considération pour l’agent Mulder. Les parents d’Alex Krycek ont immigré de l'Union soviétique pendant la Guerre froide, son père était un soldat russe qui fut exécuté pour espionnage, tout comme sa mère. Il est donc Russe et sait très bien parler sa langue maternelle. Alex joue constamment avec les deux parties, notamment depuis un attentat de l'homme à la cigarette contre sa vie. Il sait se méfier de ses alliés et parfois faire confiance à ses ennemis. Il manipule et change de camp selon ses besoins, à tel point qu’on ne sait plus à quoi il joue, avec qui et pourquoi. Homme de l’ombre, on ne sait si on peut lui faire confiance. Il sait être patient et profiter des bons moments pour parvenir à ses fins. On hésite à dire qu’il est aussi machiavélique que l'homme à la cigarette, mais parfois on serait tenté de dire qu’il l’est même plus encore. Il a un rôle grandissant et est une menace pour le consortium.
- 1979 : Le gouvernement soviétique découvre que le père de Krycek est un espion, et le fait alors exécuter avec sa femme, laissant le jeune Alex orphelin.
- Années 1980 : Alex passe les dix années qui suivirent avec le dirigeant du goulag de Tunguska, apparemment un personnage puissant de l'Armée rouge. Cet homme était un ami du père de Krycek, mais a également autorisé son exécution. Il avait des regrets d'avoir dû faire ce choix, et c'est la raison pour laquelle il s'est occupé de Krycek.
- 1991 : Krycek est appelé à participer à un rendez-vous secret à Leningrad, s'y trouve le dirigeant du goulag et un vieil agent : Vassily Peskow. On révèle tout à Krycek sur son père et on le charge d’une mission. Il doit se faire passer pour un soldat américain en Arabie saoudite au cours de la Guerre du Golfe. Sa mission est d’en apprendre plus sur les projets américains d'armes biochimiques. On l'informe qu'un contact des Nations unies Marita Covarrubias là-bas lui parlera.
- 1992 : Marita arrive en Arabie saoudite et le ramène aux États-Unis. Krycek réalise qu’elle collecte des informations pour les Russes. Aux États-Unis, Krycek en apprend plus sur le « Projet ». Krycek est conduit à un bureau dans New York où il rencontre quelques membres du Syndicat. L'homme bien manucuré est là avec Marita. Ils lui révèlent que Marita est en fait un agent double qui nourrit les russes de fausses informations et donne au Syndicat des infos sur eux. Marita voit du potentiel en Krycek (et elle est aussi attirée par lui) et propose qu’il soit gardé en vie.
- Octobre 1994 : L'agent Alex Krycek devient le nouveau partenaire de Mulder au FBI. Il joue le jeune agent, mais il est loin d'être si inexpérimenté qu'il n'y paraît. Il cache délibérément certains éléments à Mulder et fausse certaines enquêtes. Il joue double jeu, puisqu'en réalité il est en contact régulier avec l'homme à la cigarette. Son rôle est alors de surveiller de très près l’agent Mulder.
- Novembre 1994 : Alors que Fox Mulder tente d’atteindre le sommet du mont Skyland avant Duane Barry, le fugitif qui a enlevé Dana Scully, Krycek tue l’opérateur du téléphérique et le bloque à mi-chemin. Krycek est en compagnie de Barry, une fois ce dernier arrêté, lorsque Mulder revient pour l’interroger, mais quelque temps plus tard, Barry meurt d’asphyxie. Mulder accuse Krycek de l’avoir empoisonné et d’avoir tué le responsable du téléphérique (porté disparu), mais dès la convocation de l’agent par Walter Skinner, celui-ci disparaît.
- Mai 1995 : Krycek abat Bill Mulder avant qu’il ne révèle certains éléments sur son travail au sein du département d’État à son fils Fox. Peu après l’agent Fox Mulder se retrouve face à Krycek et se prépare à le tuer, mais Scully tire sur Mulder pour l’en empêcher. Sur ordre de l'homme à la cigarette, Krycek et un de ses complices : Louis Cardinal, doivent assassiner l’agent Scully, mais ceux-ci font une erreur et tirent sur sa sœur Melissa Scully. Krycek reçoit également l’ordre de récupérer une cassette numérique contenant des informations que détient le gouvernement au sujet des extraterrestres. Cette cassette est détenue par le directeur adjoint Skinner. Krycek et ses complices l’agressent pour s’en emparer. Mais, plus tard Krycek est laissé seul dans une voiture par ses deux acolytes. Il comprend alors qu’il va être tué, car il devient indésirable. Il saute hors du véhicule de justesse avant que la voiture n’explose. Krycek disparaît alors, mais en possession de la cassette.
- Février 1996 : Lors d’une enquête l’agent Fox Mulder découvre qu’une petite entreprise de sauvetage, d’une certaine Jeraldine Kallenchuck, a vendu au gouvernement français des informations top-secrètes contenues dans la cassette numérique. Cette affaire le mène jusqu’à Hong Kong où il découvre que Krycek est derrière tout ceci. Alors que le Consortium est aussi aux trousses de Krycek, ce dernier tue sa complice et s’enfuit. Plus tard Mulder retrouve Krycek à l'aéroport international de Hong Kong, alors que celui-ci se préparait à partir, Mulder le frappe par surprise au visage avec un combiné téléphonique et le menace de son arme. Mulder veut récupérer la cassette et venger la mort de son père, mais Krycek le supplie de l’épargner et il le conduira à la cassette qui se trouve dans une consigne à Washington. Alors que Krycek va aux toilettes, il est infesté par l'huile noire (et ressort les yeux voilés d’une pellicule noirâtre.) Ils repartent tous deux (Mulder ignorant que Krycek est possédé) pour Washington, mais ont un accident de voiture forcé et Krycek est enlevé par le Consortium. Ses deux agresseurs l’interrogent, mais se font tuer par des radiations émises par Krycek. Il rejoint l'homme à la cigarette et lui donne la cassette en échange d’une information. Scully apprend que Krycek est en route vers une base de missiles abandonnées dans le Dakota du Nord. Mulder et Scully vont sur le site et descendent dans le silo n°1013. Or ils sont capturés par des militaires. L'homme à la cigarette contemple la porte du silo derrière laquelle Krycek recrache la substance noire qui s’écoule délibérément dans une indentation d’aspect étrange au sommet de ce qui ressemble être un vaisseau extraterrestre. L’huile noire a utilisé le corps de Krycek pour regagner son vaisseau. Krycek, abandonné dans le silo, frappe en vain contre la porte.
- Décembre 1996 : Lors d’une enquête sur un groupe terroriste, l’agent Mulder retrouve la trace d’Alex Krycek (sous le pseudo de Arntzen). Celui-ci le mène jusqu’à Tunguska en Sibérie, où il tombe entre les mains d’un consortium secret russe qui se révèle être dirigé par celui qui s'était occupé de Krycek plus jeune et qui pratique certaines expériences sur des cobayes humains enfermés dans un goulag. Mulder réussit à s’évader en emportant Krycek avec lui dans un camion. Mais ce dernier saute du camion et dans sa fuite tombe sur un groupe de villageois qui luttent contre le groupe qui mène les expériences au goulag. Ces villageois se mutilent le bras pour échapper aux expériences. Krycek se fait passer pour un touriste américain et ceux-ci le prennent alors sous leur coupe. Malheureusement pour lui un soir, ils lui coupent un bras pour « l’aider ». Il réintègre son consortium russe et travaille désormais avec un bras artificiel.
- Février 1998 : Alors que des extraterrestres rebelles exterminent un groupe d'abductés russes au Kazakhstan. Alex Krycek trouve un témoin et le prend avec lui. Sur les lieux du drame il tombe sur Marita Covarrubias et son détachement de soldats de l’ONU. Les deux personnes semblent alors faire connaissance et ne s’apprécient guère. Plus tard Krycek interroge son témoin, un jeune garçon et l’infeste d’huile noire puis lui coud tous ses orifices faciaux, afin d'éviter qu’il ne raconte à d’autres ce qu’il a vu. De retour aux États-Unis (en trahissant le consortium russe puisqu’emmenant le jeune garçon avec lui), Krycek veut marchander le vaccin contre l’huile noire en contrepartie de son témoin, bien qu’il ait lui-même subtilisé le vaccin mis au point par les russes qui semble être le plus efficace. Mais il se fait doubler par Marita Covarrubias en qui il avait confiance : elle kidnappe le témoin (il semblerait que ces deux aient eu une aventure et se connaissent en réalité depuis longtemps). De plus Krycek se fait piéger par l’Homme bien manucuré. Ce dernier le prend finalement sous son aile, remarquant qu’ils pensent tous deux de la même façon quant à l’invasion alien. Krycek réintègre donc le consortium américain.
- Janvier 1999 : Grâce à une nouvelle technologie, la nanotechnologie, Krycek « empoisonne » le directeur adjoint Walter Skinner du FBI : il l'investit de nanomachines pouvant le tuer à tout instant, il suffit que Krycek appuie sur sa télécommande. Ce dernier espère ainsi se servir de lui et obtenir certaines informations.
- Février 1999 : Krycek semble avoir contracté une alliance avec des extraterrestres rebelles, et joue double-jeu avec le Consortium qui finit détruit par ces mêmes extraterrestres. Seulement ces derniers le laissent également tomber une fois sa tâche (d’informateur ?) terminée. Il retrouve également à Fort Marlene, Marita Covarrubias qui fut infectée l’année passée par l’huile noire qui était contenue dans le jeune garçon (témoin). Depuis elle n’a cessé de subir des expériences perpétrées pour le Projet.
- 2000 : Krycek utilise donc Skinner à plusieurs reprises, il essaye également de doubler une fois encore l'homme à la cigarette, en vendant certaines informations. Il se retrouve alors emprisonné en Afrique, d’où le délivre Marita Covarrubias au bout de quelques mois. L'homme à la cigarette a en fin de compte une dernière fois besoin de lui : Il est mourant et en fauteuil roulant, il l’envoie chercher un vaisseau alien qui se serait crashé en Oregon à Bellefleur. Krycek va alors sur les lieux alors que Marita reste avec l'homme à la cigarette. Plus tard, elle se rend, avec Krycek revenu bredouille, au FBI apporter des informations sur le vaisseau à Mulder, l'incitant à se rendre sur les lieux, invoquant comme raison l’envie de se venger de CSM, celui-ci se fait alors enlever par les extraterrestres. Tout porte à croire que Krycek avait planifié tout ceci. Peu après, Alex et Marita se rendent à nouveau chez l'homme à la cigarette, et poussent ce dernier dans les escaliers, le laissant pour mort. Ils quittent alors l’appartement ensemble.
- fin 2000 : Fox Mulder est retrouvé entre la vie et la mort. Krycek pose ainsi un chantage à Skinner. Un vaccin pour sauver Mulder, contre la mort du bébé de Dana Scully. Skinner refuse et envoie l’agent Doggett récupérer le vaccin. Krycek ne se laisse pas faire et arrive à s'échapper, non sans avoir nargué Doggett en détruisant ledit vaccin sous ses yeux.
- 2001 : Krycek réapparait devant le domicile de Scully en sauvant celle-ci et Mulder durant leur fuite de Billy Miles, qu'il immobilise temporairement en l'écrasant avec une voiture avant de les emmener. Aux locaux du FBI, il révèle à Mulder, Skinner, Doggett et Scully, que l’enfant qu’attend cette dernière est très spécial et que les extraterrestres feront tout pour l’avoir. Cependant, il trahit tout le monde une fois de plus au profit des extraterrestres, livre Scully et essaye de tuer Mulder. Mais le directeur adjoint l’en empêche, profitant d’un instant de faiblesse pour le blesser par balle par deux fois, afin de le rendre incapable de répliquer. Krycek joue une dernière carte en le poussant à tuer Mulder pour lui : fatigué de toutes ses manipulations et trahisons incessantes, Skinner l’abat de sang-froid d’une balle dans la tête dans le parking souterrain du FBI.
- 2002 : Son esprit aide Mulder à s'échapper des militaires.

## Commentaire
L'acteur Nicholas Lea dans l'épisode Masculin-féminin de la saison 1 dans un rôle secondaire. Impressionnés par sa performance, les producteurs et scénaristes lui confieront ensuite le rôle d'Alex Krycek.